# Kariész
Kariész (görögül:Καρυές) település Görögországban, az Athosz-hegyi Köztársaság székhelye. A húsz kolostorból álló Szent Hegy jelentős autonómiával rendelkezik, a terület adminisztrációs központja a 163 fős lakosságú Kariész. Itt székel a félsziget irányítását ellátó négytagú Szerzetesi Tanács. 

## Földrajz
Napjainkban Kariész városának központja a Protaton Szent Templomából, a Szent Gyülekezet kúriájából és 19 épületből áll, amelyekben a 19 athoszi kolostor egy-egy képviselője él. A huszadik kolostornak, Koutloumousnak nincsen külön kirendeltsége a fővárosban, annyira közel fekszik a településhez. A számos egyházi és a néhány világi épület körbeveszi a település főterét. Mintegy 370 méterrel fekszik a tengerszint fölött, az Athosz-hegy hegygerincének keleti oldalában, 2,9km-re a Trák-tenger partjaitól. A település egy erdővel borított völgyben terül el és számos kolostor található körülötte. A környező mediterrán növényzet jellegzetes képviselői a nagykiterjedésű diófaerdők és a mogyoróbokrok. A városkában található a kolostorköztársaság központi piaca is, ahol eladásra kerülnek a félsziget terményei és a kézműves kegytárgyak is. Kariészben működik az Athosz-hegyi Köztársaság rendőrsége és a posta is. Az Athosz-hegy többi részéhez hasonlóan nők nem léphetnek be a területre. A lakosság 1981-ben még 235 fő volt, azonban a 2011-es görög népszámlálás már csak 163 állandó lakost rögzített, természetesen a népesség 100%-a férfi. A lakosok legnagyobb hányada görög anyanyelvű, de élnek itt szerb, orosz, bolgár és román szerzetesek is.

## Történet
Az ortodox hagyomány szerint Kariészt Nagy Konstantin építette fel, nem sokkal később Iulianus római császár (,,A Hitehagyott") pusztította el. A 9.században vált a görög ortodoxia legnagyobb lavrájává, vagyis jelentős férfikolostorává. Az intézmény vezetőjévé a Protosz (Első) vált, temploma a Protaton Szent Temploma lett. A korai időkben a mainál kisebb kiterjedésű település neve Messi volt, amelynek jelentése ,,a középső". A 14.század óta a húsz kolostor képviselői rendszeresen összegyűlnek a Szent Közösség kúriájában, hogy megvitassák a szerzetesi állam ügyeit és döntéseket hozzanak. A Szerzetesi Tanács tagjai egy félkör alakú asztalnál ülnek, szemben egy kisebb, félhold alakú asztallal, ahol a főtitkár és az ügyintézők foglalnak helyet. A Szent Hegy vezetője, a protosz egy trónon ülve irányította a tanácskozásokat. A történelmi protosz cím jogutódja a nagyon hasonló szerepkörrel rendelkező protepisztátus, aki másik három tekintélyes szerzetessel együtt alkotja a Szent Felügyeletet, amely a végrehajtói hatalomként funkcionál. Ez az egyházi hatóság hajtja végre a Szent Közösség határozatait és bírálja el a kolostorköztársaság területére irányuló beutazási kérvényeket. Időről időre királyi családok tagjai és magas rangú pátriárkák látogatják meg Kariészt. A Szent Közösség híres könyvtára a Protaton Szent Templomától délkeletre, egy ókori alapokon álló toronyban helyezkedik el, amely többek között 82 ősi, kecskebőrre írt kódexet és kéziratot tartalmaz.

## Protaton Szent Temploma
Kariész központi épülete, a Protaton Szent Temploma az Athosz-hegy egyetlen ókori eredetű bazilikája. Nagy Konstantin uralkodása alatt épült föl Kariész legöregebb épületeivel együtt, és miután Iulianus leromboltatta, egy Athoniosios nevű athonita szerzetes állította helyre II. Niképhorosz bizánci császár adományaiból a 10.században. Az épület falainak nagy része ebből az időszakból származik, valamint a székesegyház híres falfestményei is, amelyeket a macedón iskola kezdeti szakaszának műremekeiként tartanak számon. A festmények alkotója a konstantinápolyi születésű Emmanuel Panselinos volt, egyik munkája, a szintén itt található Axion Észtín (Ἄξιον ἐστίν, Axion Esti) az Athosz-hegy kolostorainak legszentebb ikonja.

## Galéria

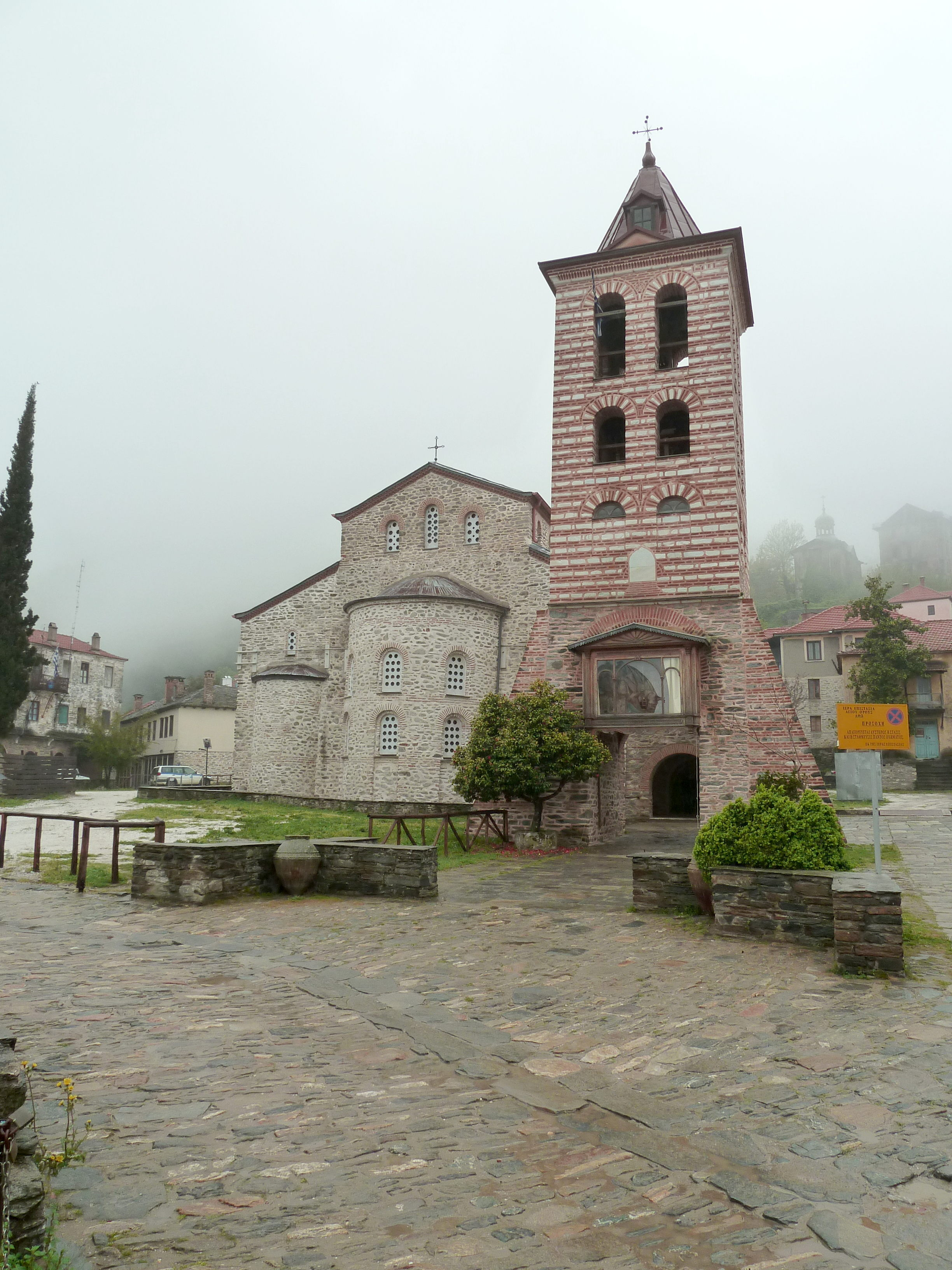
Protaton Szent Temploma
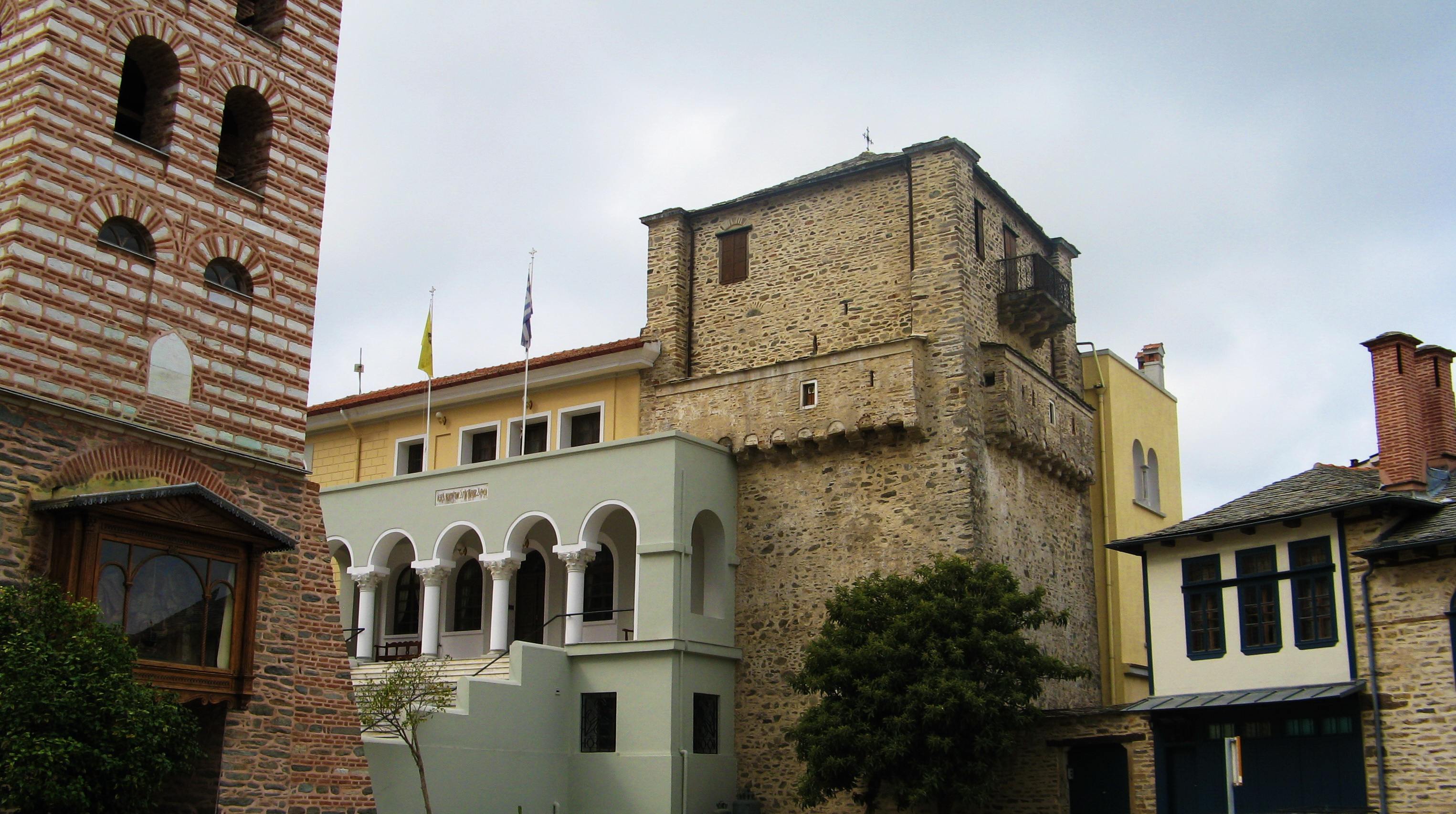
A Szent Közösség kúriája
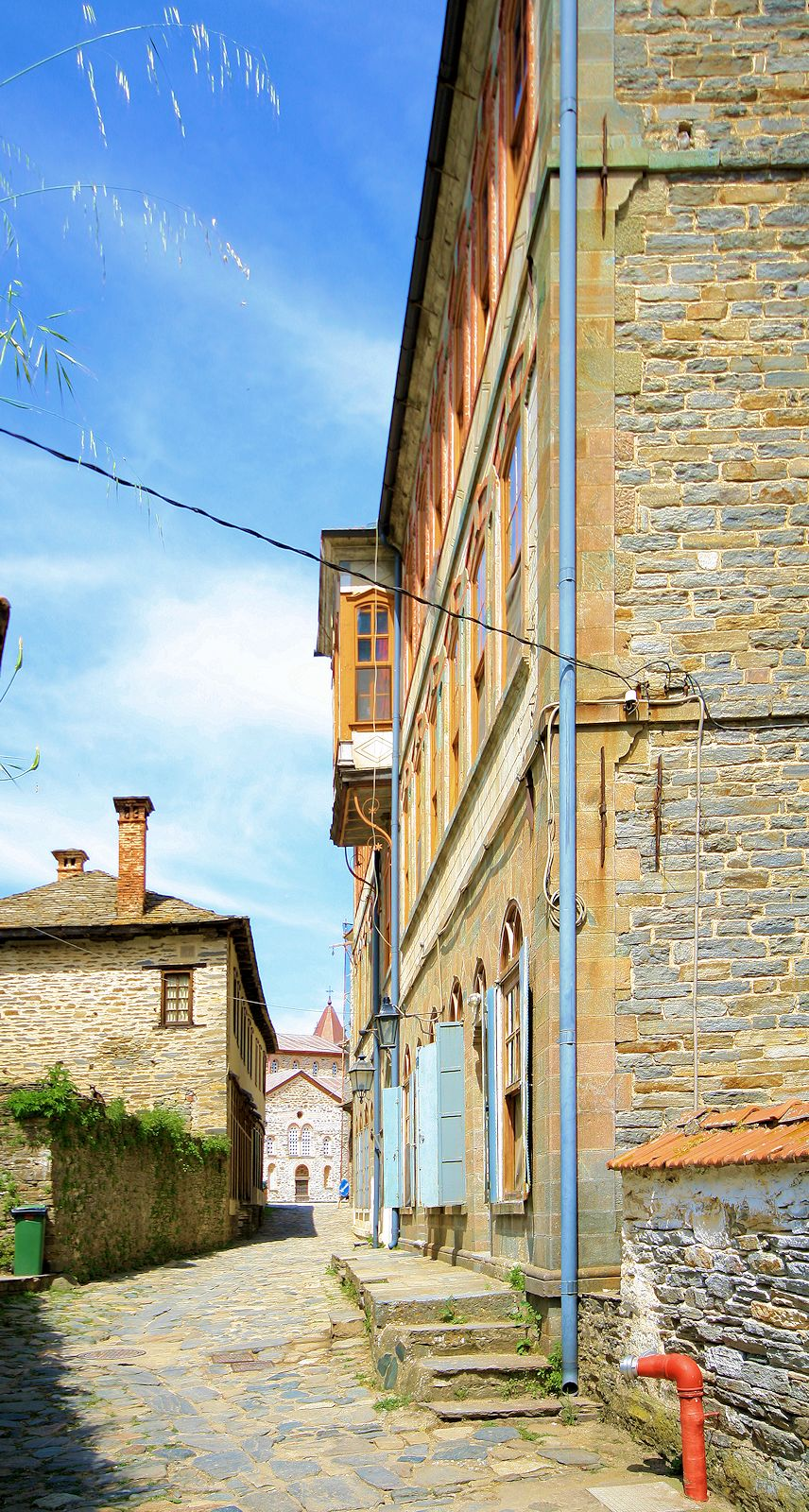
Házak Kariészben
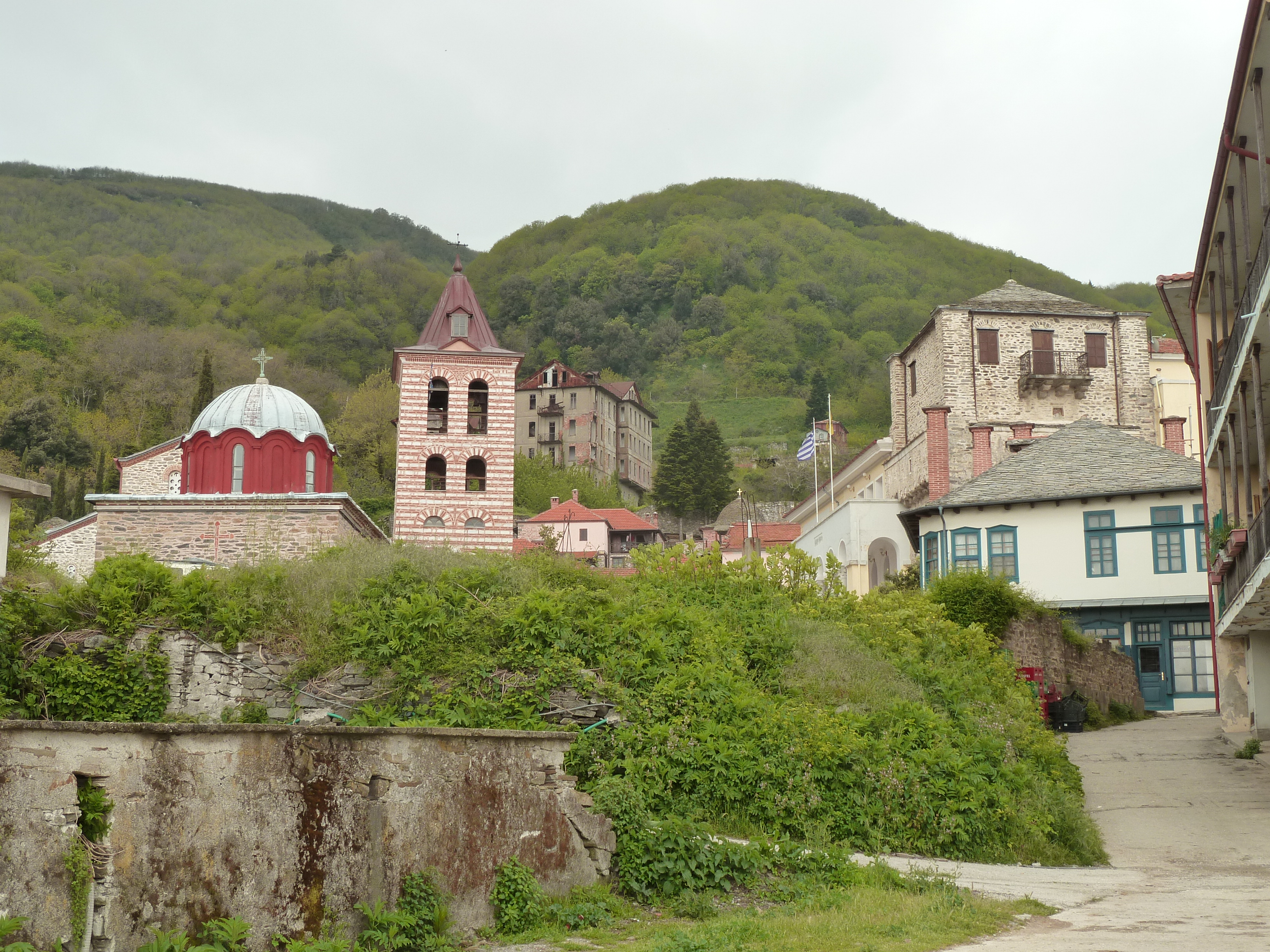
Városközpont
Kariészi utca
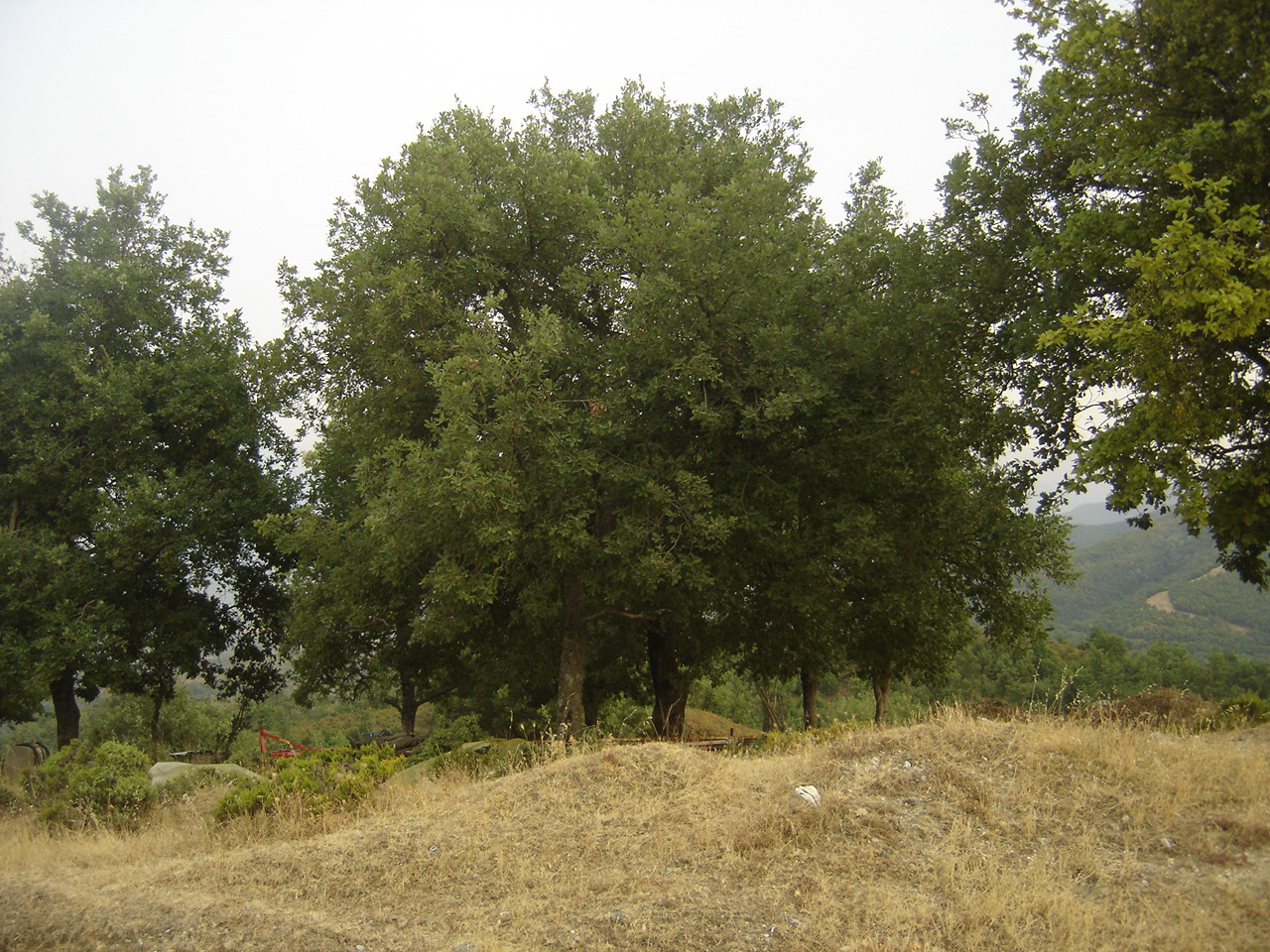
Erdő Kariész mellett